# تقاليد مسيحية

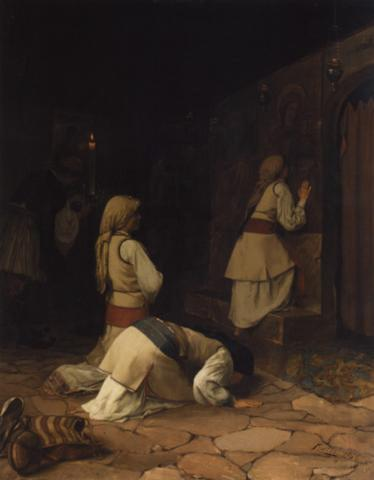

التقاليد المسيحية هي مجموعة من التقاليد والممارسات أو المعتقدات المرتبطة بالمسيحية أو جماعات مع المسيحية. هذه المعتقدات لديها أكثر أو أقل سلطة وذلك استنادًا إلى طبيعة الممارسات أو المعتقدات وعلى الجماعة.
العديد من الكنائس لديها عادات وممارسات تقليدية مختلفة، مثل أنماط معينة من العبادة أو الطقوس، والتي وضعت على مر الزمن. وتعتبر الانحرافات من هذه الأنماط أحيانًا غير مقبولة أو هرطقة. وبالمثل، يمكن أن تكون التقاليد قصص وحكايات أو تاريخ والتي قبلت على نطاق واسع دون أن تكون جزءًا من العقيدة المسيحية، على سبيل المثال، صلب القديس بطرس، والذي يعتقد على نطاق واسع أنه حدث تاريخي على الرغم من أنه لم يتم تسجيله في الكتاب المقدس. وبالمثل يعتقد أن أسماء المجوس الذين زاروا يسوع في ولادته قد اخترعت في وقت لاحق بكثير من الأحداث، لا تعتبر هذه التقاليد أصيلة أو واجبة، ولكن يمكن اعتبارها عادات وتقاليد. تطورت طرق عبادة بناءً على التقاليد المسيحية منها الليتورجيا والمسبحة الوردية ودرب الصليب.
وتشمل التقاليد أيضًا تدريس تعاليم تاريخية حيث تعترف بها السلطات الكنسيّة، مثل تعاليم المجامع الكنيسة ومؤلفات المسؤولين الكنسيين (على سبيل المثال، البابا، بطريرك القسطنطينية، رئيس اساقفة كانتربري الخ)، ويشمل تدريس الأفراد مثل تعاليم آباء الكنيسة، والمصلحون البروتستانت، وكتابات مؤسسي الحركات المسيحية مثل جون ويسلي. كثير من العقيدة، قانون الإيمان، وتعاليم الكنيسة والقانون الكنسي التي تولدها هذه الهيئات والأفراد هي أيضًا جزء من تقاليد مختلف الكنائس المسيحية.